# Johann Georg Wirsung
Johann Georg Wirsung (3 tháng 7, 1589 Augsburg – 1643) là một nhà giải phẫu học người Đức đã có thời gian làm việc lâu dài với chức danh Trợ lý giải phẫu ở Padua.
Ông được nhớ tới như là người khám phá ra ống tụy (còn được gọi là ống Wirsung) trong khi phẫu tích một người đàn ông đã bị treo cổ vì phạm tội. Thay vì công bố khám phá của mình trong các ấn phẩm, Wirsung khắc sơ đồ ống tụy lên một đĩa bằng đồng và bằng cách đó ông tạo ra nhiều bảng in giấy rồi gửi đến nhiều nhà giải phẫu hàng đầu khắp châu Âu.
Wirsung bị ám sát vào năm 1643 bởi Giacomo Cambier, sau đó được công bố là kết quả của cuộc tranh luận giữa hai người về vấn đề ai là người khám phá ra ống tụy. Năm năm sau khi Wirsung mất, một cựu sinh viên của ông, Moritz Hoffman (1622-1698) khẳng định rằng chính là anh ta chứ không phải Wirsung, là người thật sự khám phá ra ống tụy.